# Libanon az 1976. évi téli olimpiai játékokon
Libanon az ausztriai Innsbruckban  megrendezett 1976. évi téli olimpiai játékok egyik részt vevő nemzete volt. Az országot az olimpián 1 sportágban 1 sportoló képviselte, aki érmet nem szerzett.

## Alpesisí
Női
| Versenyző     | Versenyszám      | Eredmény | Helyezés |
| ------------- | ---------------- | -------- | -------- |
| Farída Rahmed | Óriás-műlesiklás | 2:11,08  | 43.      |